# Caràcter diagnòstic
En taxonomia, un caràcter diagnòstic és el conjunt de qualitats o caràcters (usat normalment per la zoologia) diagnosticades en un determinat grup d'animals, i que al seu torn no són compartits per cap altre grup d'organismes.
Existeixen dos tipus de caràcters: generals i diagnòstics. Aquests darrers són els que permeten a un taxònom, mitjançant una clau taxonòmica aparellada o clau taxonòmica dentada, la identificació ràpida i segura d'un determinat organisme.

## Exemples de caràcters generals
Algues de les característiques dels cordats (Chordata):
- Organismes multicel·lulars
- Simetria bilateral (exeptuant els urocordats)
- Celoma veritable o eucelomats
- Ronyons metanèfrics
- Organismes heteròtrofs entre molts caràcters més.

Aquestes qualitats que defineixen els cordats, són també compartides per moltes altres espècies.
Simetria bilateral: caràcter que apareix per primera vegada, amb l'origen dels platelmints i que tenen una gran quantitat d'organismes.
Celoma: cavitat interna que tenen molts organismes i que evolutivament ja es troba en els anèlids (Annelida).
Ronyons metanèfrics: un tipus de ronyó que posseeixen la majoria dels organismes. Altres tipus de ronyons són els protonèfrics o protonefridi.
La majoria dels organismes són heteròtrofs.
Aquest conjunt de característiques són generals perquè poden ser compartides amb altres organismes i no defineixen clarament a quina espècie s'estan referint. En aquest cas són compartides per diversos embrancaments.

## Exemples de caràcters diagnòstics
Els caràcters diagnòstics els permeten als zoòlegs identificar de manera ràpida i confiable l'organisme amb el qual estan tractant. Els caràcters diagnòstics dels Chordata són:
- Tenir notocordi (característica principal, d'ella prové el nom del embrancaments) (similar a la columna vertebral dels mamífers).
- Posseir un cordó nerviós dorsal, tubular i al llarg del cos.
- Fenedures branquials.
- Cua postanal

Aquestes característiques són exclusives, donat que cap altre organisme d'un altre fílum les té.